# Reanne Evans
Reanne Evans, MBE (* 25. Oktober 1985 in Dudley) ist eine englische Snookerspielerin. Sie ist zwölffache Weltmeisterin (ununterbrochen von 2005 bis 2014 sowie 2016 und 2019). Sie war über viele Jahre Nummer 1 im Frauensnooker und stellte viele Rekorde im Frauensnooker auf. Unter anderem gewann sie 2025 ihr 60. Ranglistenturnier. Seit 2021 spielt sie zusätzlich auf der Profitour und ist außerdem als Expertin im britischen Fernsehen tätig.

## Karriere

### Der Weg an die Spitze des Frauensnookers
Reanne Evans begann mit 13 Jahren mit dem Snookerspielen, nachdem sie ihren Brüdern dabei zugesehen hatte. Mit nur 16 Jahren spielte sie bereits bei der Weltmeisterschaft der World Ladies Billiards and Snooker Association und erreichte auf Anhieb das Halbfinale. Auch im Jahr darauf verlor sie in der Vorschlussrunde, wie zuvor gegen die damals dominierende Kelly Fisher. Fisher ging danach in die USA und wechselte zum Poolbillard, womit der Weg für Evans frei war. 2004 gewann sie ihre ersten beiden Turniere in der Frauentour, das Connie Gough National und die British Open. Im selben Jahr nahm sie außerhalb der Tour auch am Frauenturnier des Amateurweltverbands IBSF teil und wurde Amateurweltmeisterin. Bei der U21-Weltmeisterschaft überstand sie als einzige weibliche Teilnehmerin die Gruppenphase und erreichte im Männerfeld das Hauptturnier. Ein Jahr später wurde sie mit 19 Jahren erstmals offizielle Weltmeisterin des Frauenverbands. Von da an dominierte sie das Frauensnooker über viele Jahre.
2005 war sie im siebten Monat schwanger, als sie ihren zweiten Titel gewann. Vater ihrer Tochter ist der nordirische Snookerprofi Mark Allen, ihre Beziehung ging jedoch schon nach kurzer Zeit in die Brüche. Ihr Verhältnis blieb jedoch ein öffentliches Thema, insbesondere als sie selbst in den 2020er Jahren im Profisnooker aktiv wurde.

### Die Frauenweltmeisterin und die Profitour
2007 und 2008 gewann sie neben der Frauenweltmeisterschaft auch die Meisterschaft der IBSF und wurde Doppelweltmeisterin. 2008 erzielte sie ihr höchstes Turnierbreak von 140 Punkten, das höchste Break bis dahin im Frauensnooker. 2010 gelang ihr dieselbe Punktzahl ein zweites Mal. 2008 begann auch eine Rekordserie: Bei Damenturnieren war sie 90 Spiele in Folge ungeschlagen, bevor sie im September 2011 erstmals wieder verlor.
Über die Frauentour hinaus gewann sie 2008 und 2009 im gemischten Doppel die World Mixed Doubles Championship mit den Männerprofis Michael Holt bzw. Neil Robertson als Partner. Aufgrund ihrer Dominanz im Damensnooker erhielt sie 2010 eine Wildcard für die Snooker Main Tour. Damit war sie die erste Frau auf der Main Tour mit offiziellem Profistatus. Mehrere Spielerinnen hatten in der ersten Hälfte der 1990er Jahre bereits auf der Main Tour gespielt, zuletzt Allison Fisher in der Saison 1994/95. Allerdings waren damals die Profiturniere für alle offen zugänglich gewesen. Am Ende der Saison belegte Evans den 97. (und letzten) Platz der Snookerweltrangliste und verlor somit ihren Platz auf der Tour. Der Versuch der direkten Wiederqualifikation über die Q School misslang.
Sie nahm immer wieder an PIOS-Tour, Q School, der Players Tour Championship und anderen Pro-Am-Turnieren teil und maß sich mit den männlichen Profis und besten Amateuren. Unter anderem gewann sie gegen John Higgins (im 6-Red-Snooker), Kurt Maflin, Michael Judge und Steven Hallworth. Außerdem bekam sie auch ohne Profistatus die Gelegenheit, an Qualifikationsrunden der Profitour teilzunehmen. Beim Wuxi Classic 2013 gelang ihr ein 5:4-Sieg gegen den Thailänder Thepchaiya Un-Nooh. Da ab dieser Saison nur eine einzige Vorrunde gespielt wurde, stand sie damit erstmals in ihrer Karriere in der Hauptrunde eines Weltranglistenturniers und war auch die erste Frau, die das geschafft hatte. In China verlor sie dann ihr Auftaktmatch. 2015 war sie in der ersten Runde der Profiweltmeisterschaft gegen Ken Doherty bis zum 6:6 gleichauf, erst dann geriet sie mit 2 Frames in Rückstand und verlor 8:10. Zwei Jahre später schlug sie bei der WM den Finnen Robin Hull mit 10:8. Beim für Amateure offenen Paul Hunter Classic 2017 gelang ihr erstmals ohne Wildcard die Qualifikation für ein Weltranglistenturnier der WPBSA. Der spätere Achtelfinalist Zhao Xintong erwies sich dann aber als zu hohe Hürde im ersten Hauptrundenmatch.

### Entwicklungen im Frauensnooker
Mitte der 2010er Jahre stieg die Herausforderung im Frauensnooker. Im April 2015 verlor Reanne Evans erstmals wieder bei einer Weltmeisterschaft der Frauen. Im Halbfinale unterlag sie gegen die spätere Siegerin Ng On Yee aus Hongkong, die zu ihrer Dauerkonkurrentin wurde. Im Jahr darauf trafen sie im Finale erneut aufeinander und Evans konnte sich zum elften Mal den Titel holen. 2016 und 2017 nahm sie auch am parallel ausgetragenen Frauenturnier des Paul Hunter Classic teil. Beide Male stand sie im Finale gegen Ng On Yee, 2016 gewann die Chinesin, 2017 war Evans erfolgreich. In den folgenden Jahren kamen weitere Spielerinnen an der Spitze hinzu. 2017 und 2018 wurde Ng On Yee Weltmeisterin, Evans schied im ersten Jahr gegen sie, im zweiten Jahr gegen Maria Catalano jeweils im Halbfinale aus. 2019 erreichte sie zum zwölften Mal das Finale und sie holte sich gegen Nutcharut Wongharuthai ihren zwölften Rekordtitel.
Im Oktober 2020 wurde sie für ihre Verdienste um das Frauen-Snooker zum Member of the Order of the British Empire ernannt. Zwei Jahre später erfuhr sie eine weitere sportliche Ehrung. Sie und mit ihr Allison Fisher wurden als erste Frauen in die 2011 vom Profiverband eingerichtete Snooker Hall of Fame aufgenommen.
2020 war auch der Beginn der COVID-19-Pandemie, die den Amateursport und damit das Frauensnooker zum Erliegen brachte. In diesem und dem folgenden Jahr gab es keine Weltmeisterschaft. In ihrer Karriere hatte Reanne Evans neben dem einen Main-Tour-Jahr auch immer wieder Wildcards für einzelne Profiturniere bekommen. 2021 ging der Profiweltverband WPBSA einen Schritt weiter und beschloss, jedes Jahr jeweils zwei Plätze auf der World Snooker Tour an die besten Spielerinnen der Frauentour zu vergeben. Zusammen mit Ng On Yee durfte Evans damit in den folgenden beiden Jahren auch an allen Profiturnieren teilnehmen. Parallel dazu begann sie, als Expertin für die verschiedenen Fernsehsender bei den Veranstaltungen Partien zu kommentieren. Von da an war sie regelmäßig bei den Nachbesprechungen der Profimatches bei Eurosport, der BBC und anderen Sendern zu sehen.

### World Snooker Tour
Als Spielerin startete sie in die Saison 2021/22 mit zwei Unentschieden gegen Tom Ford und Simon Lichtenberg in der Championship League. Es blieben aber die einzigen Erfolgserlebnisse in dieser Spielzeit. Bereits im ersten Jahr kam es bei den British Open zu einem Match zwischen ihr und Ex-Ehemann Mark Allen. Im Vorfeld hatte es Streit um Unterhaltszahlungen gegeben und um einen Zwischenfall, bei dem Evans auf Veranlassung von Allen als Kommentatorin den Vorbereitungsraum der Spieler verlassen musste. Es wurde ein emotionales Match, das der Nordire mit einiger Mühe mit 3:2 gewann. Im Jahr darauf gab es zu Beginn ein Unentschieden gegen Dylan Emery und beim Sonderformat Shoot-Out einen Ein-Frame-Sieg gegen Stuart Bingham. Letzterer war der erste live im Fernsehen übertragene Sieg einer Frau bei einem World-Snooker-Tour-Turnier. In der Vorrunde der 6-Reds World Championship schlug sie außerdem den Amateurspieler Mark Lloyd. Damit stand sie zwar nicht am Ende des Classements, war aber trotzdem weit vor einer automatischen Verlängerung der Tourzugehörigkeit entfernt. In der für sie parallel weiterlaufenden Frauentour war sie aber nach wie vor die Nummer 1 und sie bekam deshalb 2023 erneut eine zweijährige Tourcard. 2023/24 verlief ähnlich wie die beiden Vorjahre. Nach einem Sieg gegen Jimmy White und einem Unentschieden gegen Xu Si in der Championship League gewann sie 5:4 gegen Jenson Kendrick und erreichte Runde 2 beim European Masters. Es folgte eine Serie von vier Zu-Null-Niederlagen bei Auftaktspielen, danach gab es aber auch sehr knappe Ergebnisse. In den Einzelturnieren blieb sie bis zum Saisonende sieglos, dafür hatte sie im Team mit Luca Brecel einen besonderen Erfolg: Beim World Mixed Doubles 2024, einem Turnier mit vier der besten Frauen und vier der besten Männer der Tour in gemischten Doppeln, holten sie den Titel. Im Jahr darauf war sie wieder in einzelnen Spielen erfolgreich, sie gewann gegen Amir Sarkhosh und Julien Leclercq, kam aber weiterhin nicht über die zweite Runde hinaus.
Auf der World Women’s Tour war Evans nach COVID bei der Weltmeisterschaft nicht mehr ins Finale gekommen. Die UK Championship gewann sie im September 2023 zum 12. Mal, aber in der Saison erreichte sie zum ersten Mal seit langem kein zweites Endspiel. Deshalb musste sie Platz 1 der Weltrangliste an Mink Nutcharut abgeben. Sie kämpfte zu der Zeit mit einer nervösen Störung. Auch gab es nach Saisonende eine Beschädigung an ihrem Queue. Es folgte ein ganzes Jahr ohne Titel und zum ersten Mal überhaupt eine Achtelfinalniederlage bei der Weltmeisterschaft. Immerhin gewann sie 2024/25 wieder zwei der kleineren Turniere. Der Sieg bei den Belgian Open im Frühjahr 2025 war ihr 60. Ranglistentitel, eine weitere ihrer Rekordmarken. Sie fiel trotzdem bis auf Platz 4. Da aber insgesamt vier Spielerinnen der WWS-Tour einen Platz auf der Profitour bekamen, wurde ihr Profistatus erneuert und um zwei weitere Jahre verlängert.